# Бохтарский государственный университет
Бохтарский государственный университет имени Носира Хусрава (тадж. Донишгоҳи давлатии Бохтар ба номи Носири Хусрав) является одним из вузов высшего профессионального образования Таджикистана.

## Краткая информация
Университет основан в 1978 году в городе Курган-Тюбе Курган-Тюбинский области. В советское время он назывался Кургантюбинский государственный педагогический институт. Учреждение университета является высшим педагогическим учебным заведением и имеет государственные лицензии Министерства образования и науки Республики Таджикистан на право ведения образовательной деятельности в сфере высшего профессионального образования и свидетельство о государственной аккредитации.

## История
Бохтарский государственный университет имени Носира Хусрава был создан в 1978 году как Кургантюбинское отделение Душанбинского педагогического института имени Т. Г. Шевченко (ныне Таджикский государственный педагогический университет имени Садриддина Айни), в 1991 году согласно Постановлению Кабинета Министров Республики Таджикистана от 11 марта 1991 года и приказом Министерства образования Республики Таджикистан от 13 марта 1991 года кафедра (филиал) стала Государственным педагогическим институтом города Курган-Тюбе.
В 1992 году институт был преобразован в Курган-Тюбинский государственный университет имени Носира Хусрава Кубадиани.
В 9 учебных корпусах университета расположены 7 факультетов, 24 кафедры, 144 аудиторий, 19 учебных лабораторий, 2 учебно-исследовательские лаборатории, пединститут, гимназия. Учебная площадь вуза составляет 68 579 м², предусмотрены места для 3 150 студентов в одну смену. Практические занятия и производственная подготовка студентов проводятся в 2-х учебно-опытных хозяйствах на площади 7 га земли. Бохтарский государственный университет имени Носира Хусрава является членом сети Евразийских университетов.

## Факультеты
1. Экономический
2. Информатика
3. Математика
4. Менеджмент
5. История и право
6. Политика и государственное управление
7. Начальное образование и спорт
8. Техника и технология

1. Физика
2. Филология
3. Химия и биология
4. Факультет языков

## Администрация
Ректоры: 
- Давлатзода, Сайфиддин Хайриддин (2020-2024 гг.)
- Курбонзода Махмадали (с янв. 2024)[1]